# Ferenc Németh (Moderner Fünfkämpfer)
Ferenc Németh (* 4. April 1936 in Budapest) ist ein ehemaliger ungarischer Moderner Fünfkämpfer, der 1960 zwei olympische Goldmedaillen gewann.
Er begann 1954 bei dem Verein Csepel SC mit dem Modernen Fünfkampf. Seinen einzigen großen Titel gewann er bei den Olympischen Spielen 1960 in Rom, als er mit 5024 Punkten seinen Landsmann Imre Nagy mit 4988 Punkten besiegen konnte. In der Mannschaftswertung gewannen die beiden zusammen mit dem viertplatzierten András Balczó überlegen Gold vor der Mannschaft aus der Sowjetunion. Nach seiner Karriere wurde Németh Fechttrainer.